# 사카구치 도모타카
사카구치 도모타카(일본어: 坂口 智隆, 1984년 7월 7일 ~ )는 일본의 프로 야구 선수이며, 현재 센트럴 리그인 도쿄 야쿠르트 스왈로스의 소속 선수(외야수)이다.

## 인물

### 프로 입단 전
효고현 고베시에서 태어나 아카시시에서 자랐으며 초등학교 2학년 때 연식 야구팀에서 야구를 시작해 투수로 뛰었다. 중학교 시절에는 경식 야구팀인 ‘고베 드래건스’에서 활약을 했고 팀의 1년 선배인 구리야마 다쿠미가 있었다.
고베 국제대학 부속고등학교에 진학한 후 1학년 가을부터 등번호 1번을 착용하면서 에이스가 되는 등 추계 긴키 대회에서 팀은 4강에 진출했고 이듬해 봄에는 봄과 여름을 통해 팀으로서는 처음으로 고시엔 대회의 출전 기록이 되는 제73회 선발 고등학교 야구 대회에 5번 타자로서 출전했다. 3학년 때에는 등번호가 1번이면서 외야수로서 출전하는 일이 많았다. 여름에 있은 전국 고등학교 야구 선수권 효고현 대회에서는 준결승전에 가네토 노리히토가 소속된 아마가사키 시립 고등학교를 상대하여 9회말 2사에서 5점차로 역전하는 등 끝내기 승리를 거뒀고 결승에서는 오자키 마사야, 오타니 도모히사 등이 소속된 호토쿠가쿠엔 고등학교에게 패하면서 준우승에 그쳤다. 고교 통산 홈런 기록은 26개.
2002년의 프로 야구 드래프트에서는 다카이 유헤이의 교섭권을 놓친 오사카 긴테쓰 버펄로스로부터 1순위를 지명받아 입단, 고베 국제대학 부속고등학교 출신 선수로서는 처음으로 프로 야구 선수가 되었다. 4번 타자로 뛰고 있던 타격과 준족에 강한 어깨의 신체 능력을 살려 외야수로 전향했다.

### 프로 입단 후

#### 2003년 ~ 2005년
이듬해 2003년은 2군 경기인 웨스턴 리그에서 3할 2리의 타율을 기록해 드래프트 지명을 받아 입단한 고졸 출신 야수로서는 구단 역사상 8번째가 되는 1년차에서의 1군 경기에 첫 출전을 했고 동시에 첫 안타도 기록했다. 2005년에는 긴테쓰와 오릭스 블루웨이브와의 합병으로 입단 2년차 이내의 선수에게 내려진 조치로 인해 오릭스 버펄로스의 소속 선수가 되었고 2군에서의 타격 성적은 2할 8푼 5리의 타율과 13개의 도루를 기록했다.

#### 2006년
2군에서 54경기에 출전해 타율 3할 2푼 8리와 12개의 도루를 기록했고 오프에는 하와이 윈터 리그에 파견되었다.

#### 2007년
시범 경기에서 기대 이상의 결과를 남기는 등 테리 콜린스 감독은 “히라노 게이이치가 이탈하고 있는 가운데 1번 타자는 그 이 외에 없다”라고 극찬했다. 1번·중견수로서는 첫 개막전 선발 멤버로 출전해 첫 회에 팀으로서는 첫 안타를 때려냈다. 그러나 5월 초에 타격 부진으로 2군에 강등되면서 시즌 종반에는 1군으로 재승격한 이후에는 주전 선수로 뛰며 9월 이후에는 3할 대의 가까운 타율을 남겨 맹타상도 기록했다. 2군에서는 48경기에 출전해 타율 3할 1푼 7리와 팀내 1위인 10개의 도루를 기록했다.

#### 2008년
개막전 1번 타자로 발탁되어 전반기에서는 호조를 유지했지만 여름 이후에는 타율이 떨어지는 등 삼진 개수도 증가했지만 주로 1·2번 타자로서 터피 로즈와 대등한 팀내 최다인 142경기에 출전, 처음으로 규정 타석을 채우는 등 팀의 주전으로 뛰었다. 6개의 3루타와 13개의 도루는(고토 미쓰타카와는 동률) 팀내 1위, 안타 개수·희생 번트 개수·희생 플라이 개수는 모두 팀내에서 2위를 기록했고 만루 상황에서는 9타석에서 7타수 6안타 11타점이라는 성적을 기록했다. 수비에서도 외야수로서 리그 3위인 7개의 보살을 기록해 골든 글러브상을 처음으로 수상했다. 그러나 한편으로는 전 타석의 반 이상으로 3구째까지 친 타격 스타일과 팀내 4위의 삼진 개수를 기록할 정도의 사사구의 개수가 적었고 애버리지 타자로서는 출루율이 낮아 특히 좌완 투수와 상대할 때 타율이 2할 3푼 2리의 저조한 성적을 기록하는 등 과제를 안게 되었다.

#### 2009년
시즌 도중부터 긴테쓰 선수 시절의 응원가로 바뀌면서 전용 응원가로 새롭게 만들어졌다. 시범 경기에서는 타율 3할 4푼 9리의 성적으로 호조를 보여주었지만 개막 이후부터 5월 초순까지 타율 1할 대의 성적으로 부진에 빠지는 등 같은 해에 입단한 긴테쓰 시절의 팀메이트이기도 한 오무라 나오유키가 1번 타자로 뛰게 되었다. 그 이후에는 서서히 회복되어 6월부터는 오무라와 다시 바뀌면서 1번 타자로 복귀했다. 5월 이후에는 7월 이외에 모두 월간 타율이 3할 이상을 기록해 8월에는 월간 타율 3할 8푼 6리, 이치로 이후 구단 사상 두 번째가 되는 월간 40개의 안타를 기록했다. 최종적으로 팀내 1위인 137경기에 출전해 팀내 규정 타석을 채운 선수로서 유일한 타율 3할이 되는 3할 1푼 7리의 타율(리그 2위)과 안타 부문 2위의 167안타, 전년도의 개인 최다 성적을 경신하는 팀내 1위이자 리그 10위의 16개 도루를 기록했다. 리그 6위의 출루율은 3할 8푼 1리로 좌완 투수와 상대한 타율이 2할 9푼 7리로 전년도 시즌에서의 과제를 안긴 부분에 대해서도 개선되었다.
수비에서는 외야수로서 리그 1위의 성적인 14개의 보살을 기록했고 수비면에서의 안정된 모습을 보여준 공로로 2년 연속 골든 글러브상을 수상하는 등 하위권에 처져있는 팀내에서 맹활약을 했다. 같은 해 오프에는 등번호를 9번으로 변경되었고 12월 21일에는 한신·아와지 대지진 부흥 15년 자선 행사에 참가해 현지 선수들과 오릭스 블루웨이브의 OB등으로 구성된 ‘힘내자, 고베 드림스’의 선수로서 출전했다.

#### 2010년
시즌에는 풀 이닝 출전을 목표로 두며 1번 타자로서 기용되고 있었지만 거듭된 타격 부진으로 선발 멤버에서 제외되는 등 12경기에만 출전하는 것에 그쳤다. 그러나 교류전의 첫 경기가 된 5월 12일 도쿄 야쿠르트 스왈로스와의 경기에서 연장 10회초에 결승타인 3루타를 때려내 팀으로서는 야쿠르트전에서의 2년 만이 되는 팀 승리로 이끄는 활약을 보여주었고 6월 7일의 히로시마 도요 카프전에서는 프로 야구 신기록이 되는 10자 연속 안타의 선두 타자로서 1이닝 2안타를 기록하는 등 교류전 타율 3할 8푼 9리로 교류전 MVP 후보에 오르기도 했다.
그러나 7월에는 다시 타격 부진에 시달리면서 전반기 종료 직전에는 3년 만에 2군으로 강등당했지만 전반기 종료 시점에서의 2할 8푼 8리였던 타율을 1군에 복귀한 이후에는 3할 대로 되돌리는 등 최종적으로 2년 연속 3할 대의 타격 성적과 3년 연속 골든 글러브상 수상, 3년 연속 150개의 안타를 달성해 3루타는 리그 1위인 10개를 기록했다. 또 8월에는 10개의 2루타와 6개의 3루타를 기록해 8월의 JA전농 Go·Go상(수상 테마는 최다 2루타, 3루타상)을 수상했다.

#### 2011년
전체 144경기에 모두 출전함과 동시에 시즌 최다인 175개의 안타를 기록하면서 퍼시픽 리그 최다 안타 타이틀을 석권했다. 시즌 초반에는 부진에 시달렸지만 교류전에서는 타율 4할 1푼 2리를 기록해 컨디션을 단번에 끌어 올려 교류전 수위타자, 최다 안타, 최다 득점을 연달아 남기면서 닛폰 생명상을 수상했다. 종반까지는 3할 대의 타율을 지키면서 수위타자를 노릴 수 있는 위치에 놓여있었지만 마지막에는 17타석 연속 무안타를 기록하는 등의 극심한 부진에 시달려 최종적으로는 타율 2할 9푼 7리를 기록하면서 시즌을 마감했다. 그러나 최다 안타, 최다 3루타, 득점(리그 3위), 볼넷(리그 5위), 타율(리그 7위), 출루율(리그 8위)을 기록하는 등의 1번 타자로서 맹활약을 했다.
수비에서는 10할 대의 수비율, 리그 3위의 수비 기회, 보살 개수는 5위를 나타내며 빠른 발과 강한 어깨를 마음껏 발휘했다.

## 상세 정보

### 출신 학교
- 고베 국제대학 부속고등학교

### 선수 경력
- 오사카 긴테쓰 버펄로스(2003년 ~ 2004년)
- 오릭스 버펄로스(2005년 ~ 2015년)
- 도쿄 야쿠르트 스왈로스(2016년 ~ )

### 수상·타이틀 경력

#### 타이틀
- 최다 안타: 1회(2011년)

#### 수상
- 골든 글러브상: 4회(2008년 ~ 2011년)
- 센트럴·퍼시픽 교류전 우수 선수상(닛폰 생명상): 1회(2011년)
- 월간 MVP: 1회(2011년 6월)
- JA 전농 Go·Go상: 3회(강한 어깨상: 2009년 9월, 최다 2·3루타상: 2010년 8월, 2011년 9월)

### 개인 기록

#### 첫 기록
- 첫 출장·첫 선발 출장: 2003년 10월 7일, 대 오릭스 블루웨이브 28차전(Yahoo! BB스타디움), 1번·중견수로서 선발 출장
- 첫 타석·첫 안타: 상동, 1회초에 맥 스즈키로부터 2루 내야 안타
- 첫 도루: 2006년 3월 25일, 대 세이부 라이온스 1차전(인보이스 세이부 돔), 9회초에 2루 안착(투수: 다자키 마사히로, 포수: 스미타니 긴지로)
- 첫 홈런·첫 타점: 2006년 7월 15일, 대 도호쿠 라쿠텐 골든이글스 10차전(풀캐스트 스타디움 미야기), 8회초에 야마무라 히로키로부터 우월 2점 홈런

#### 기타
- 올스타전 출장: 1회(2011년)

### 등번호
- 27(2003년 ~ 2004년)
- 52(2005년 ~ 2009년)
- 9(2010년 ~ 2015년)
- 42(2016년 ~ )

### 연도별 타격 성적
| 연 도      | 소 속      | 경 기 | 타 석 | 타 수 | 득 점 | 안 타 | 2 루 타 | 3 루 타 | 홈 런 | 루 타 | 타 점 | 도 루 | 도 루 자 | 희 생 번 | 희 생 플 | 볼 넷 | 고 4 | 사 구 | 삼 진 | 병 살 타 | 타 율 | 출 루 율 | 장 타 율 | O P S |
| ---------- | ---------- | ----- | ----- | ----- | ----- | ----- | ------- | ------- | ----- | ----- | ----- | ----- | -------- | -------- | -------- | ----- | ---- | ----- | ----- | -------- | ----- | -------- | -------- | ----- |
| 2003년     | 긴테쓰     | 1     | 6     | 5     | 0     | 1     | 0       | 0       | 0     | 1     | 0     | 0     | 1        | 0        | 0        | 1     | 0    | 0     | 2     | 0        | .200  | .333     | .200     | .533  |
| 2004년     | 긴테쓰     | 7     | 5     | 4     | 1     | 0     | 0       | 0       | 0     | 0     | 0     | 0     | 0        | 0        | 0        | 1     | 0    | 0     | 0     | 0        | .000  | .200     | .000     | .200  |
| 2005년     | 오릭스     | 6     | 6     | 6     | 1     | 1     | 1       | 0       | 0     | 2     | 0     | 0     | 0        | 0        | 0        | 0     | 0    | 0     | 1     | 0        | .167  | .167     | .333     | .500  |
| 2006년     | 오릭스     | 28    | 26    | 22    | 3     | 2     | 0       | 0       | 1     | 5     | 2     | 3     | 1        | 1        | 0        | 3     | 0    | 0     | 6     | 1        | .091  | .200     | .227     | .427  |
| 2007년     | 오릭스     | 46    | 149   | 137   | 13    | 33    | 6       | 1       | 0     | 41    | 8     | 4     | 1        | 6        | 0        | 5     | 0    | 1     | 21    | 0        | .241  | .273     | .299     | .572  |
| 2008년     | 오릭스     | 142   | 588   | 540   | 68    | 150   | 15      | 6       | 2     | 183   | 32    | 13    | 3        | 17       | 4        | 23    | 0    | 4     | 77    | 9        | .278  | .310     | .339     | .649  |
| 2009년     | 오릭스     | 137   | 594   | 526   | 82    | 167   | 23      | 7       | 5     | 219   | 50    | 16    | 4        | 8        | 4        | 52    | 0    | 4     | 81    | 8        | .317  | .381     | .416     | .797  |
| 2010년     | 오릭스     | 138   | 622   | 558   | 84    | 172   | 31      | 10      | 5     | 238   | 50    | 12    | 6        | 7        | 1        | 52    | 0    | 4     | 77    | 13       | .308  | .371     | .427     | .798  |
| 2011년     | 오릭스     | 144   | 651   | 590   | 84    | 175   | 20      | 7       | 3     | 218   | 45    | 5     | 5        | 2        | 1        | 54    | 2    | 4     | 77    | 11       | .297  | .359     | .369     | .729  |
| 2012년     | 오릭스     | 40    | 165   | 158   | 7     | 36    | 2       | 1       | 0     | 40    | 8     | 2     | 2        | 2        | 0        | 5     | 0    | 0     | 13    | 0        | .228  | .252     | .253     | .505  |
| 2013년     | 오릭스     | 97    | 440   | 383   | 47    | 88    | 13      | 5       | 3     | 120   | 24    | 2     | 2        | 10       | 2        | 44    | 0    | 1     | 48    | 4        | .230  | .309     | .313     | .623  |
| 2014년     | 오릭스     | 122   | 382   | 323   | 33    | 76    | 5       | 5       | 2     | 97    | 40    | 3     | 2        | 10       | 0        | 47    | 0    | 2     | 45    | 4        | .235  | .336     | .300     | .636  |
| 2015년     | 오릭스     | 36    | 121   | 107   | 8     | 28    | 7       | 0       | 1     | 38    | 5     | 1     | 0        | 1        | 1        | 12    | 0    | 0     | 18    | 1        | .262  | .333     | .355     | .688  |
| 2016년     | 야쿠르트   | 141   | 607   | 526   | 74    | 155   | 14      | 5       | 0     | 179   | 39    | 7     | 4        | 5        | 5        | 63    | 0    | 8     | 66    | 5        | .295  | .375     | .340     | .716  |
| 통산: 14년 | 통산: 14년 | 1085  | 4326  | 3885  | 505   | 1084  | 137     | 47      | 22    | 1381  | 303   | 68    | 31       | 69       | 18       | 362   | 2    | 28    | 532   | 56       | .279  | .343     | .355     | .698  |

- 2016년 시즌 종료 기준
- 굵은 글씨는 시즌 최고 성적.

### 연도별 수비 성적
| 연도 | 외야 | 외야 | 외야 | 외야 | 외야 | 외야   | 외야 |
| 연도 | 경기 | 척살 | 보살 | 실책 | 병살 | 수비율 |      |
| ---- | ---- | ---- | ---- | ---- | ---- | ------ | ---- |
| 2005 | 2    | 2    | 0    | 0    | 0    | 1.000  |      |
| 2006 | 17   | 9    | 0    | 0    | 0    | 1.000  |      |
| 2007 | 43   | 84   | 2    | 1    | 0    | .989   |      |
| 2008 | 139  | 283  | 7    | 2    | 0    | .993   |      |
| 2009 | 137  | 247  | 14   | 2    | 1    | .992   |      |
| 2010 | 136  | 266  | 7    | 1    | 1    | .996   |      |
| 2011 | 144  | 289  | 7    | 0    | 3    | 1.000  |      |
| 2012 | 38   | 70   | 2    | 1    | 1    | .986   |      |
| 2013 | 97   | 169  | 4    | 3    | 1    | .983   |      |
| 2014 | 116  | 194  | 2    | 1    | 1    | .995   |      |
| 2015 | 34   | 68   | 1    | 0    | 0    | .995   |      |
| 2016 | 133  | 286  | 9    | 0    | 3    | 1.000  |      |
| 통산 | 1036 | 1967 | 55   | 11   | 11   | .995   |      |

- 2016년 시즌 종료 기준
- 굵은 글씨는 리그 최다 성적.
- 연도에서 굵은 글씨는 골든 글러브상 수상 년도를 가리킴.